# Didymodon dubius
Didymodon dubius là một loài Rêu trong họ Pottiaceae. Loài này được (Schwägr.) Paris mô tả khoa học đầu tiên năm 1904.